# カラシラサギ
カラシラサギ（唐白鷺、Egretta eulophotes）は、ペリカン目サギ科コサギ属に分類される鳥類。

## 分布
インドネシア（ジャワ島、スマトラ島、スラウェシ島、ボルネオ島）、タイ、大韓民国、朝鮮民主主義人民共和国、中華人民共和国、台湾、日本、フィリピン、ブルネイ、ベトナム、マレーシア
夏季に朝鮮半島西岸や黄河河口域で繁殖し、冬季になると台湾や東南アジアに南下し越冬する。日本には越冬のため九州や南西諸島にまれに飛来（迷鳥、もしくはまれな冬鳥）する。

## 形態
全長60 - 68cm。全身は白い羽毛で覆われる。
虹彩は黄色。後肢の色彩は黒く、趾は黄緑色。
夏羽は後頭部の冠羽が10cm以上伸びるほか、肩部、胸部の飾羽がやや伸長する。また嘴と眼の間が薄青色で、嘴の色彩はオレンジ色。冬羽は嘴の色彩は黄色で、先端は黒褐色。

## 生態
河川や池沼、湿地、水田、海岸、干潟などに生息する。
食性は動物食で、魚類、甲殻類などを食べる。翼を動かし獲物を追い立て、逃げ出した獲物を追いかけて捕食する。
繁殖形態は卵生。断崖の草原や樹上に巣を作る。本種単独でコロニーを形成するほか、サギ科の他種の集団繁殖地（コロニー）に紛れ込むこともある。1腹3 - 5個の卵を産む。
争いの時などに、しわがれた声で、「アーァ」または「カッ」と小さい声で鳴く。

## 人間との関係
羽毛が装飾品とされたこともある。
開発による生息地の破壊、羽毛目的の乱獲などにより、生息数は激減している。
準絶滅危惧（NT）（環境省レッドリスト）